# ПАК біля мису Фіолент
Прибережний аквальний комплекс біля мису Фіолент — гідрологічна пам'ятка природи місцевого значення, розташована в Бахчисарайському районі Автономної Республіки Крим.
Створена відповідно до Постанови ВР АРК № 97 від 22 лютого 1972 року.

## Загальні відомості
Пам'ятка природі розташована на землях, не наданих у власність або користування. Площа — 179,4303 гектарів. Розташована в межах Балаклавського району Севастополя, на півдні Гераклейського півострова. З 7 вересня 2023 року місцевість передана до Бахчисарайського району Автономної Республіки Крим. Межі визначено від мису Лермонтова до Мармурової балки. Межує із комплексною пам'яткою природи місцевого значення «Мис Фіолент» та ландшафтним заказником загальнодержавного значення «Мис Фіолент».

## Опис
Пам'ятка природи створена для охорони еталонного ділянки взаємодії моря і стародавнього вулканічного масиву. Морська флора і фауна характеризуються високаю різноманітністю, у складі донної рослинності домінують цистозирові та цистозирово-філофорові фітоценози, що відносяться до ключових ланок прибережної екосистеми Чорного моря. Для них характерні високі продукційні показники і найбільша ступінь збереження серед заповідних акваторій південно-західного Криму. Біотоп піску є зоною нагулу і нересту султанки, бичків, калкану та інших видів риб, домінування в її складі сестонофагів-фільтрагорів сприяє очищенню акваторії.
Берегова зона та акваторія мають значення для гніздових і зимових орнітокомплексів і рідкісних видів птахів. У районі об'єкту розташоване одне з найбільших в Криму гніздових угруповань чубатого баклана (21 — 23 % південнокримського популяції) і одне з небагатьох природних місць гніздування воронка, відзначена найвища для берегової зони чисельність сапсана (не менше 3 пар).
Прибережні ландшафти Фиолента мають особливу естетичну привабливість. Дубово-ялівцеві рідколісся виконують важливу середоутворюючу функцію в прибережній зоні, вирізняються великою кількістю рідкісних та охоронюваних видів. У межах об'єкту розташована незначна частина єдиної в Криму популяції меч-трави болотної.
Пам'ятка природи входить до складу Гераклейського екологічного центру екологічного каркаса (мережі) Криму.